# Sopenya
Sopenya és un torrent afluent per la dreta del Riu Fred que fa tot el seu curs pel terme municipal d'Odèn. El seu nom probablement provingui de l'apòcope de "sota penya" i faria referència al fet que el seu curs passa per sota la penya sobre la qual s'aixequen les runes del Castell de Cambrils.
D'orientació predominant cap a llevant, neix a l'extrem septentrional de la Serra Seca i que després de passar per sota el Castell de Cambrils, desguassa al seu col·lector menys d'un centenar de metres a ponent de les Cabanetes. La seva xarxa hidrogràfica, que també transcorre íntegrament pel terme municipal d'Odèn, està integrada per vuit cursos fluvials la longitud total dels quals suma 2.771 m.